# Cedro (Ceará)
Cedro é um município brasileiro do estado do Ceará. Localiza-se na região Centro-Sul do Estado a uma latitude 06º36'24" sul e a uma longitude 39º03'44" oeste, estando a uma altitude de 250 metros. Ocupa uma área de aproximadamente 729,97km², e sua população no censo de 2010 era de 24.527 habitantes, de acordo com IBGE.

## Etimologia
O topônimo é uma alusão a abundância da árvore homônima existente na região do município. Sua denominação original era Fazenda Cedro, depois Cedrinho de Açúcar e, desde 1920, Cedro.

## História
As terras da região compreendida as margens dos rios Jaguaribe e Salgado, e entre as serras de Santa Maria e do Boqueirão eram habitados por diversas etnias, entre elas os índios Icó, Icozinho e Quixelô.
Foi por meio da Carta Régia de 1701, decreto da Coroa Portuguesa, a qual proibia a criação de gado numa faixa de dez léguas da costa, a fim de que se respeitassem as terras litorâneas para o plantio da cana-de-açúcar, que impulsionou as bases legais para interiorização da pecuária que promoveu a ocupação e fixação no território cearense no século XVIII.
Devido à expansão da pecuária no sertão e com as "estradas das boiadas" desenvolvendo o ciclo do couro. Foram surgindo as fazendas de gado, já em meados 1877, uma das maiores da região era a Fazenda Cedro pertencente a família Lemos, iniciando assim a história de Cedro.
A cidade teve o marco inicial em 1908, com a compra da fazenda pelo Cel. João Cândido da Costa, localizada nos territórios de Várzea Alegre e de Lavras da Mangabeira, onde ele passou à residir com familiares.
Há registros históricos de 1910 que o patriarca do Juazeiro do Norte, Padre Cícero Romão Batista, acompanhado da sua comitiva, passaram na Fazenda Cedro, na qual tiveram uma carinhosa acolhida pelo proprietário e moradores, onde passou parte do dia, já na hora de sua partida recostado no alpendre da casa grande e avistado o carnaubal, Padre Cícero disse que ali haveria de nascer uma cidade. A notícia da profecia se espalhou rapidamente e ficou a mercê de Deus.
No início do século XX, a construção da Estrada de Ferro de Baturité, com a prossecução dos trabalhos da ferrovia que liga Fortaleza à cidade do Crato, acelerados os trabalhos em virtude da maior assistência governamental prestada aos flagelados da seca de 1915, que assolou o Ceará. Naquele momento, intensificou-se a construção do trecho entre as cidades de Iguatu e Lavras da Mangabeira. Assim, chegando a Fazenda Cedro uma turma de operários para extensão da via férrea, na qual a propriedade era favorecida com água em abundância para abastecer o pessoal e as locomotivas movidas a vapor.
Em 15 de novembro de 1916, foi inaugurada a estação ferroviária, que contou com a visita do ilustre governador João Tomé de Saboia e Silva, a chegada do primeiro trem foi marco desenvolvimento para Cedro. Pouco a pouco ergueram-se casas, fundaram-se mercearias e capelas. Nessa época o nome do Cel. João Cândido projetou-se rapidamente no anuário da região, atingindo ápice do prestigio social por ele ser a única autoridade para resolver todos os casos.
O governador João Tomé bastante comovido com o dinamismo do coronel, elevou o povoamento de Cedro à categoria de vila, no dia 9 de julho de 1920, pertencente ao município de Várzea Alegre. De início, a vila recebeu o nome de Cedrinho de Açúcar pelos habitantes da época, como um atestado de afeição e atração ao lugar. 
A partir de então, a vila começa a ter novo impulso e junto com o desenvolvimento surgiu um evidente desejo de independência, conclamando o povoado a lutar cada dia com maior impulsão para que a vila passaste a cidade. Acontecendo meses depois no dia 21 de outubro de 1920 a emancipação de Cedro.

## Política
A administração municipal localiza-se na sede, Cedro. O atual prefeito da cidade é Francisco Nilson Alves Diniz, popularmente conhecido como Dr. Nilson Diniz, que exerce seu quarto mandato de prefeito municipal.

## Geografia

### Subdivisão
O município é dividido entre a sede e os sete distritos: Cedro (sede), Assunção, Candeias, Lagedo, Santo Antônio, Vale do Machado (Caiana), Vale do São Miguel (Agrovila) e Várzea da Conceição.

Cedro Cheiroso, planta cujo nome deu origem ao nome do município, faz parte da flora local.

### Clima
Tropical quente semiárido com pluviometria média de 939mm, com chuvas concentradas de Janeiro a Abril.

### Relevo e solos
As terras de Cedro fazem parte da Depressão Sertaneja, possuindo um relevo com formas suaves e pouco dissecadas, resultando uma superfície de aplainamento em atuação no Cenozóico. As principais elevações possuem altitudes entre 200 e 500 m acima do nível do mar. Os solos da região são podzólicos e  litólicos.
O quadro geológico das terras de Cedro apresenta a predominância de rochas do embasamento cristalino pré-cambriano(gnaisses e migmatitos diversos, xistos, filitos e metacalcários). As coberturas aluvionares, com idade quaternária, formadas por areias, siltes, argilas e cascalhos, ao longo da maioria dos cursos d’água que cruzam a região.

### Hidrografia
As principais fontes de água do município fazem parte das bacias do rio Jaguaribe e do rio Salgado, sendo eles o riacho São Miguel, riacho do Machado e outros tantos. Existem ainda diversos açudes, dentre eles, o principal é o açude Ubaldinho que abastece a cidade.

### Vegetação
A vegetação típica do município é a caatinga arbustiva densa, com uma pequena área coberta com mata ciliar (floresta mista dicótilo-palmácea).

## Economia
A economia do municipio baseia-se em produtos agrícolas: algodão arbóreo e herbáceo, arroz, banana, caju, cana-de-açúcar, feijão, milho e mandioca, além da dinâmica e afluente apicultura.
Pecuária com rebanhos: bovinos, caprinos, ovinos, suínos e também a criação de aves.
No setor de comércio e serviços, segundo o IBGE, o município de Cedro contava, em 2010, com 172 empresas registradas, sendo a grande maioria constituída como microempresas.

## Cultura
Os principais eventos culturais são:
- Encenação da Paixão e Ressurreição de Cristo (Semana Santa);
- Festa de São João Batista (24 de junho);
- Festa do Chitão e Festival de Quadrilhas (julho);
- Tradicionais Vaquejadas (agosto);
- Exposição Agropecuária (outubro);
- Dia do Município (21 de outubro);
- Natal de Luz (dezembro).